# Derweze
Derweze (türkménül: a Kapu, ismert még Darvaza néven) egy 350 lélekszámú falu Türkmenisztánban. A Kara-kum sivatag közepén helyezkedik el, Aşgabattól körülbelül 260 kilométernyire északra.
Derweze lakosai nagyrészt türkmének, a Tekke törzs tagjai, akik őrzik nomád életmódjukat. 2004-ben a türkmén miniszterelnök Saparmyrat Nyýazow utasítására a település lakosait elköltöztették, a falut pedig buldózerekkel a földig rombolták (vélhetően azért, hogy a lakók ne térhessenek vissza). Az intézkedést Nyýazow azzal kommentálta, hogy "a lakóházak és az útszéli épületek kellemetlen látványt nyújtanak".

## „A pokol kapuja” gázlelőhely
Derweze környéke földgázban gazdag. Egy 1971-es fúrás során szovjet geológusok egy földgázzal teli barlangot tártak fel. A fúrótorony alatt beomlott a föld, és a helyén egy körülbelül 70 méter átmérőjű és 20  méter körüli mély kráter maradt. A mérgező gázkibocsátás megelőzése érdekében a geológusok úgy döntöttek, hogy a földgázt meggyújtják, remélve, hogy a tűz égése során néhány napon belül elemészti a barlangban található összes földgázt, majd kialszik. A földgáz azonban még mindig ég, immár 54 éve folyamatosan, így a helyiek elnevezték a barlang maradványát „a pokol kapujának”.

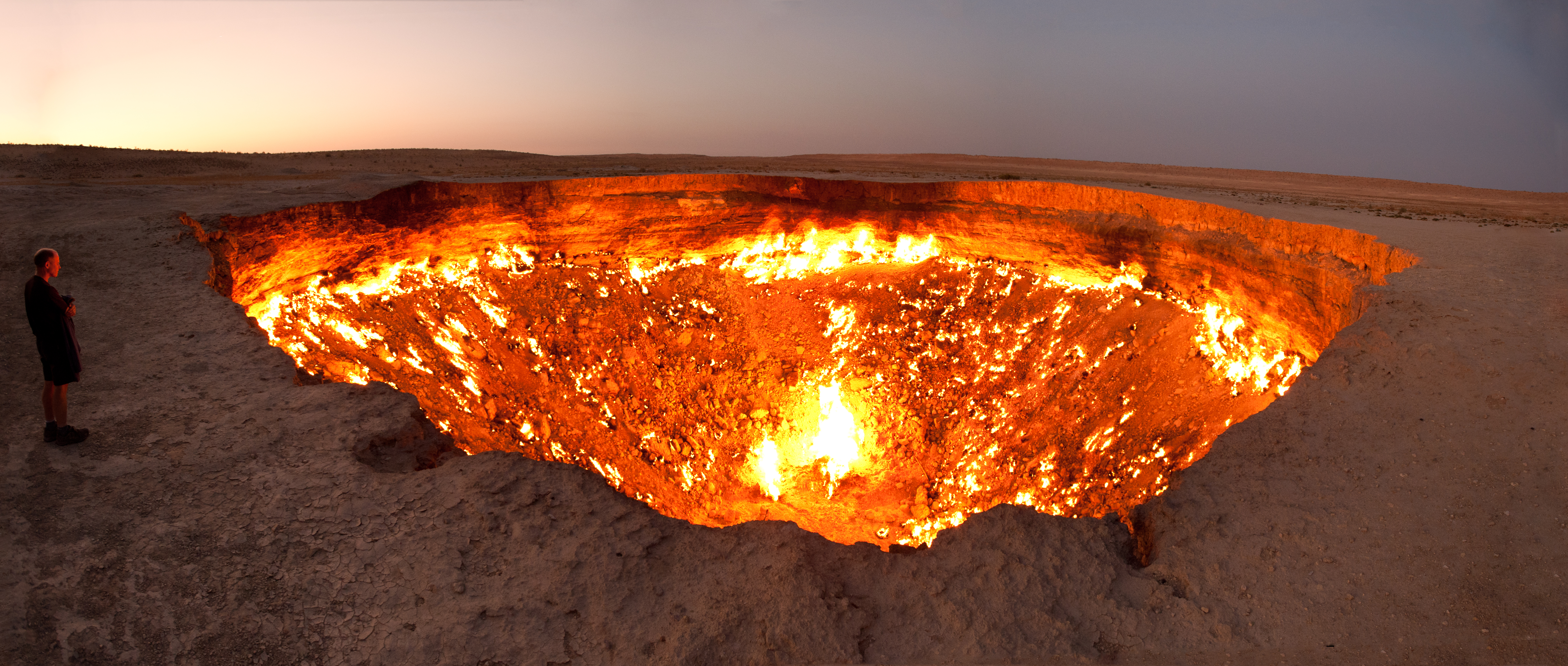
A gázkráter éjszakai fényei

A földgáz elégetése biztonságosabb és környezetbarátabb, mint a szabadon engedése (leszámítva a befogását), ugyanis a földgáz fő alkotó eleme a metán, erősen üvegházhatású gáz. A metán globális felmelegedési potenciálja nagyon magas; 72 (20 évre átlagolva), illetve 25 (100 évre átlagolva).
2010 áprilisában az ország elnöke, Gurbanguly Berdimuhamedow meglátogatta a helyszínt, és azt nyilatkozta, hogy Türkmenisztán földgázkitermelésének megháromszorozását tervezi az elkövetkező 20 évben. Elrendelte a lyuk betemetését, illetve utasította a helyi hatóságokat, hogy tegyenek lépéseket annak érdekében, hogy a környező földgáz-lelőhelyek fejlődésére gyakorolt hatása csökkenjen. Ennek ellentmond, hogy a hely népszerű turistacélpont napjainkban is, és nincs nyoma a tűz kioltására vagy betemetésére utaló tevékenységnek.
A krátertől nem messze még két további kráter is található, amelyek hasonló módon keletkeztek, azonban az ezeket kitöltő gáz nyomása jóval alacsonyabb. Ezek egyikét szürke sár tölti ki, míg a másikban egy apró tó foglal helyet.

## Fordítás
- Ez a szócikk részben vagy egészben  a   Derweze című angol Wikipédia-szócikk fordításán alapul.  Az eredeti cikk szerkesztőit annak laptörténete sorolja fel. Ez a jelzés csupán a megfogalmazás eredetét és a szerzői jogokat jelzi, nem szolgál a cikkben szereplő információk forrásmegjelöléseként.